# Der Mann mit dem Objektiv
Der Mann mit dem Objektiv ist ein deutscher Spielfilm aus dem DEFA-Studio für Spielfilme von Frank Vogel aus dem Jahr 1961.

## Handlung
Im Jahr 2222 experimentiert eine Forschergruppe mit dem ZSW (Zeitenstrahlwand), welches sie in die Lage versetzt, in die Vergangenheit zurückzusehen. Bei den ersten Versuchen ist der Schauspieler Martin Marten zu sehen, wie er einer jungen Frau auf der Autobahn einen Reifen an ihrem Auto wechselt. Nach Abschluss dieser Einstellung schwenkt die ZSW zu einem See, an dem sich ein Paar auf einem Bootssteg streitet und der Mann daraufhin mit seinem Auto wegfährt. Der Raketenpilot Os, der sich für das neue, noch nicht ausgereifte Gerät interessiert, kommt zu nahe in dessen Wirkungsbereich und wird in das Jahr 1960 versetzt. Hier landet er völlig unbekleidet in diesem See und erschreckt die überraschte Anita. Obwohl sie ihm seine Geschichte, die das plötzliche Erscheinen erklären soll nicht glaubt, leiht sie ihm ihren Bademantel, damit er sich etwas zum Anziehen kaufen kann.
In einem Herrenausstattungsgeschäft fragt er eine Verkäuferin nach einer zeitgenössischen Bekleidung. Die kommt mit der Frage nicht zurecht, da sie denkt Os ist im Kopf nicht ganz zurechnungsfähig und ruft den Verkaufsstellenleiter hinzu. Nun wird Os komplett eingekleidet, nur dass er für die Sachen bezahlen soll, leuchtet ihm nicht ein. Deshalb wird die Polizei gerufen, die ihn mit auf die Wache nimmt. Hier versucht er den Abschnittsbevollmächtigten (ABV) von seiner Geschichte zu überzeugen, was aber nicht gelingt, doch auf die Fragen nach Zeugen, kann er auf Anita verweisen, die auch noch, welch ein Zufall, die Nachbarin des Volkspolizisten ist. Deren Freundin und Kollegin Böckchen aus dem Damenoberbekleidungswerk „Schöne Zukunft“ ist der Überzeugung, in Os den Schauspieler Martin Marten zu erkennen. Nach Rücksprache mit dem Intendanten des örtlichen Theaters, übermittelt der ABV dem Leiter des Bekleidungsgeschäfts die Bitte, die Rechnung an das Theater zu schicken. 
Anita und Böckchen beschließen, Os mit in ihren Betrieb zu nehmen, denn einen so bekannten Schauspieler (für den er nun gehalten wird) bekommen sie nicht alle Tage in ihre Nähe. Dem Abteilungsleiter Benno, der sich am Morgen mit Anita am See gestritten hatte, sagt er wahrheitsgemäß, dass er kein Schauspieler ist. Dieser geht mit der Information zum Betriebsdirektor und beide vermuten, dass es sich um den Mitarbeiter der übergeordneten Dienststelle handelt. Während des Gespräches zwischen dem Direktor, Anita und Os um den modischen Chic der produzierten Kleider, stellt Anita fest, dass sie nur Säcke herstellen. Obwohl Os mit seinem GGO (Gefühls- und Gedanken-Objektiv) in den Gedanken des Direktors lesen kann, dass sich in seinem Schreibtisch neue, schöne Entwürfe der ehemaligen Kollegin Maja Mayer, die nach ihrer Delegierung zum Studium und dessen erfolgreichen Abschluss, jetzt als Dozentin am Modeinstitut in Berlin arbeitet, befinden. Der Direktor verteidigt die unschönen Modelle, bis Os die Zeichnungen präsentiert. Der hinzu gerufene Benno ist zwar der Meinung, dass diese Kleidung keiner tragen will, doch der Direktor verabredet sich für den Abend mit dem vermeintlichen Vorgesetzten im Hotel „Weltfrieden“, um die Angelegenheit in gemütlicher Runde zu klären.
Der Abend in der Bar des Hotels verläuft im völligen Chaos. Da der Schauspieler Martin Marten, der im Hotel wohnt, wieder aus Berlin zurückgekehrt ist, gibt es ständige Verwechslungen mit dem Raketenpiloten Os, was beim Portier beginnt. Auch Maja Mayer wohnt im Hotel, sie ist die junge Frau, der Martin am Morgen auf der Autobahn geholfen hat. Anita und ihre Kolleginnen sowie der ABV sind auch anwesend, mit Benno hat Os eine körperliche Auseinandersetzung. Aus Anita und ihrem Nachbarn wird an diesen Abend ein Paar. Os verliebt sich in Maja und will ihr am nächsten Morgen um 9 Uhr im Theater beweisen, dass er und Martin zwei verschiedene Leute sind. Während er die Treppe zum Theater hinauf geht, ertönt ein pfeifendes Geräusch und er wird wieder in das Jahr 2222 zurückgeholt. Nur seine Bekleidung bleibt zurück.

## Produktion
Der Mann mit dem Objektiv wurde von der Künstlerischen Arbeitsgruppe „Heinrich Greif“ als Schwarzweißfilm gedreht und hatte seine Uraufführung im Rahmen der Berliner Festtage am 1. Oktober 1961 im Berliner Kino Colosseum. Am 21. September 1962 wurde er im  Programm des Deutschen Fernsehfunks erstmals gezeigt.
Die Dramaturgie lag in den Händen von Willi Brückner. 

## Kritik
Günter Sobe fand in der Berliner Zeitung, dass das Publikum seine helle Freude hatte. Die Geschichte wäre aber mühelos witziger, spritziger und überraschender zu gestalten gewesen. So geht sie doch in die Länge, und man hat Muße, hin und her zu überlegen, wie es wohl weitergeht. Trotzdem wird dieser nette kleine Film gewiss sein großes Publikum finden.
Im  Lexikon des internationalen Films steht, dass es sich bei dem Film um eine fantastische Komödie handelt, die ins Freundlich-Ironische tendiert aber die satirischen Möglichkeiten des Stoffes nicht ausschöpft. Er wurde konventionell inszeniert und locker gespielt.